# Without You (Avicii)
Without You is een nummer van de Zweedse dj Avicii uit 2017, ingezongen door de Zweedse zanger Sandro Cavazza. Het is de eerste single van Avicii's ep Avīci.
Het nummer werd een grote hit in Europa. In Avicii's thuisland Zweden bereikte "Without You" de nummer 1-positie. In de Nederlandse Top 40 haalde het de 5e positie, en in de Vlaamse Ultratop 50 de 15e.